# Art rock

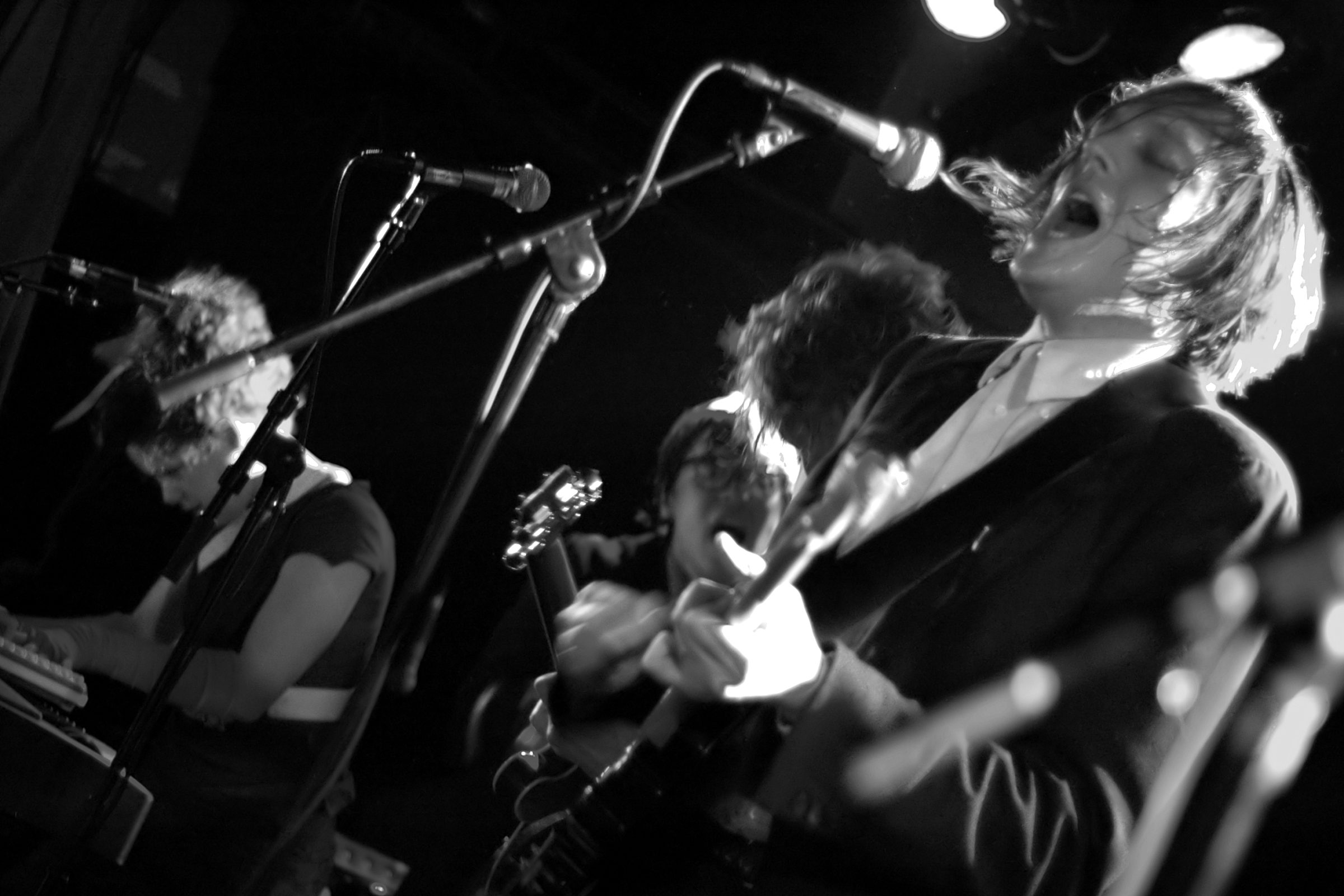
Arcade Fire

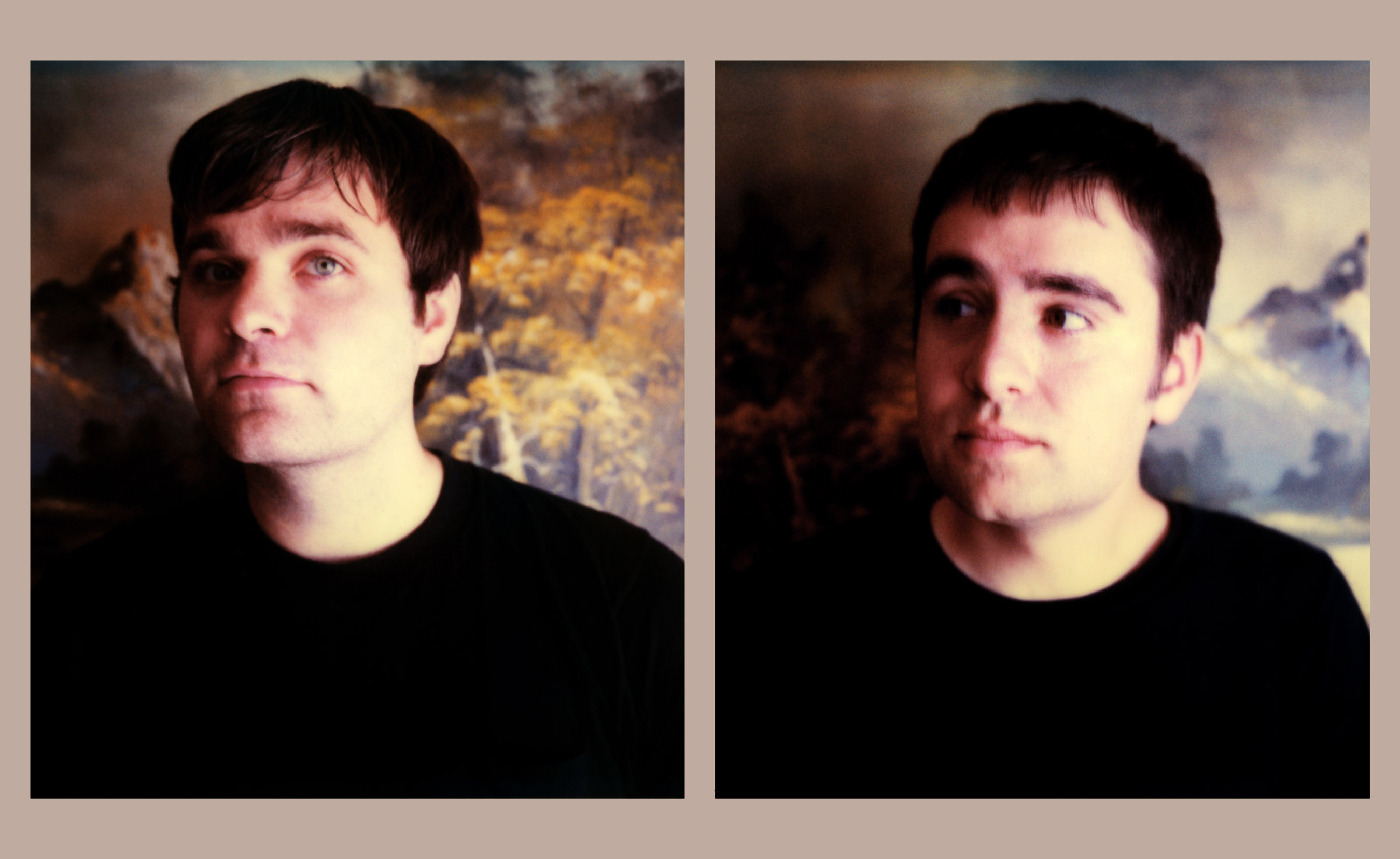
The Postal Service

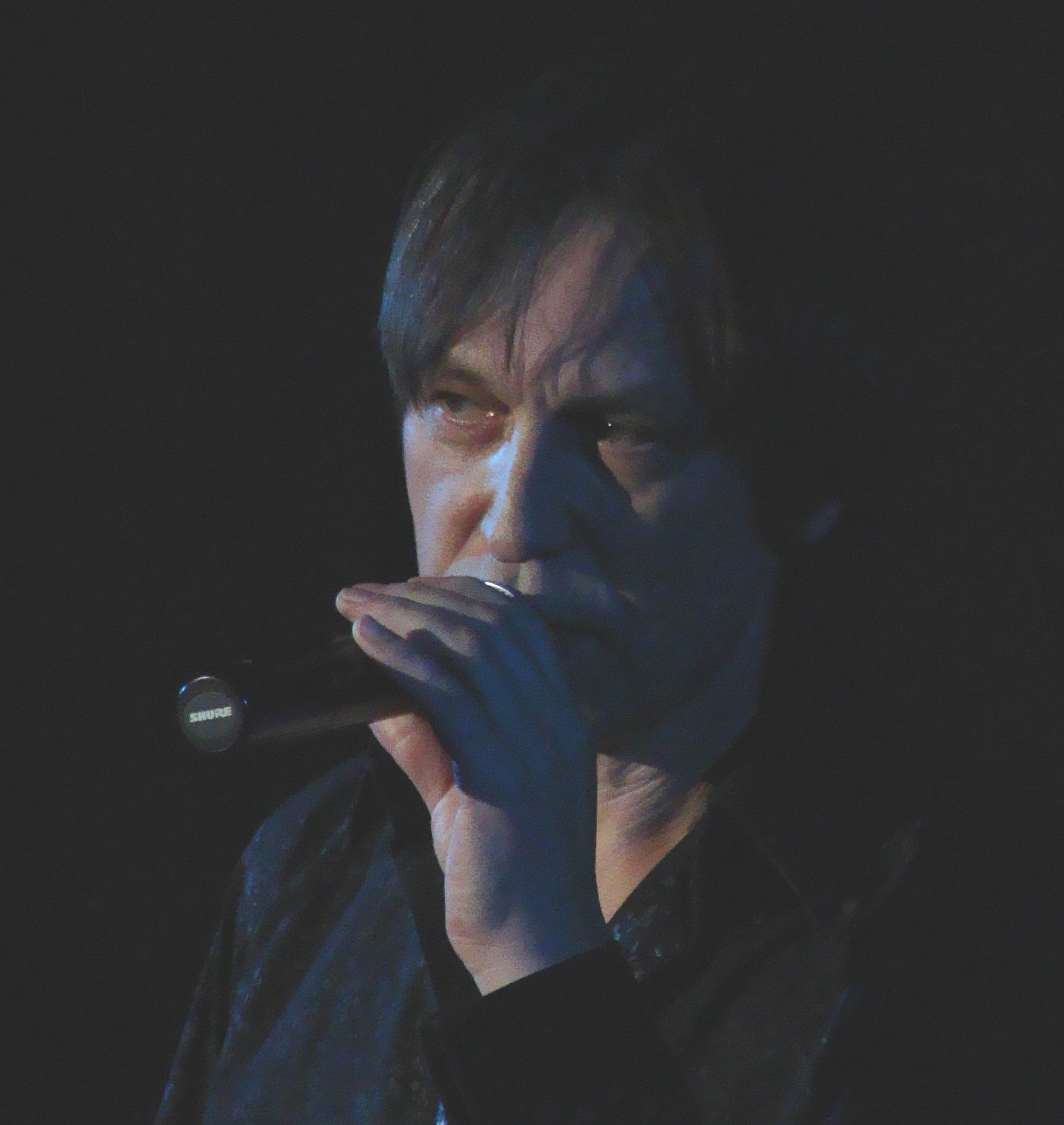
Nikolaj Noskov

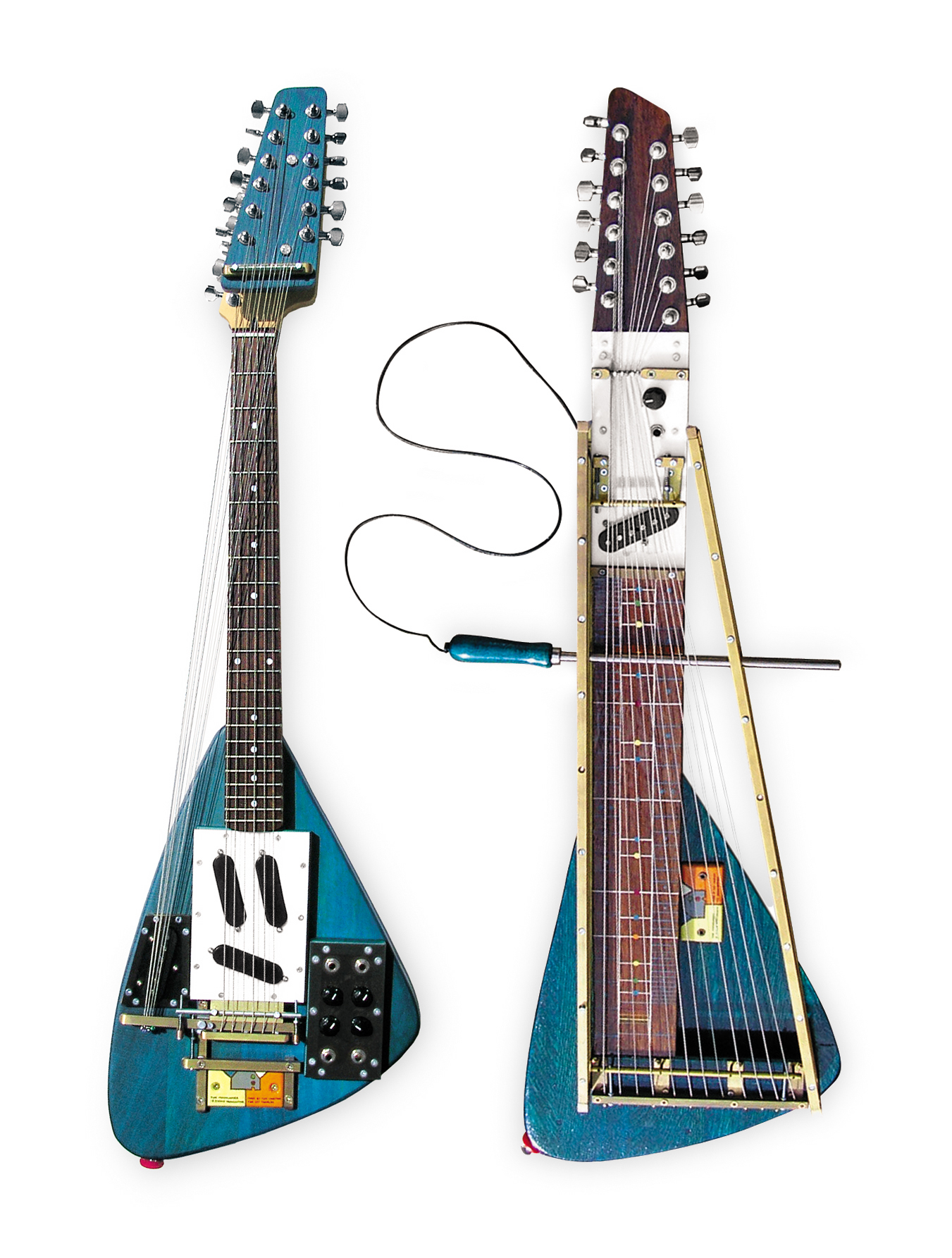
Moonlander, Lee Ranaldo, Sonic Youth & Moodswinger, Liars

Art rock je hudební směr vybočující z tzv. mainstreamu, tedy hlavního hudebního proudu. Není snadné jej přesně definovat, obecně lze přesto říci, že všechny artrockové kapely spojuje vyšší instrumentální zručnost a ambicióznější přístup ke skladbě. Hudebně art rock prolíná prvky klasického rocku, klasické hudby, free jazzu a mnoha dalších směrů. Termín art rock se původně vyvinul od synonymního výrazu k progresivnímu rocku v 70. letech k jakési dělicí čáře mezi progresivním rockem a mainstreamem v 90. letech, aby v současnosti začal být chápán jako zastřešující pro všechny hudební skupiny, které splňují výše zmíněné hudební ambice, žánrově se vymykají jakékoli jiné kategorii, ať už z důvodu častých přesahů do jiných žánrů či prosté nezařaditelnosti. Art je pak také některými posluchači rozdělován na značné množství podžánrů, jako symfonický progrock – např. Emerson, Lake & Palmer, King Crimson, Yes, Genesis, psychedelický/space rock – Pink Floyd, avantgarda „Rocku v opozici“ – Frank Zappa, The Residents, Captain Beefheart a další.

## Charakteristika
Právě u tohoto žánru bývají jeho hranice vymezeny často zmatečně a nepřesně.
Kromě klasického rocku v základech tohoto stylu nalezneme směr, pro který se vžilo označení psychedelie, který se do určité míry podílel na vzniku další odnože rockové hudby, nazývané v polovině šedesátých let progresivní rock aneb prog rock.
Pod pojmem art rock, který se stal nejvýraznějším pokračovatelem progresivního rocku, si představujeme takovou tvorbu skupin či osobností, která by se dala vyjádřit těmito hledisky:
Základní stavební jednotkou nejsou již jen písně, ale často velmi dlouhé kompozice (např. Karn Evil 9 od Emerson, Lake & Palmer je vlastně na obou stranách desky).
Více, než u jiných stylů jsou zde vlivy dalších žánrů. Vedle rockové rytmiky, naléhavosti a energie zde najdeme velmi častou orientaci na klasickou hudbu (J. S. Bach, A. Vivaldi, M. P. Musorgskij, L. van Beethoven, R. Wagner, A. Dvořák, I. Stravinskij, L. Janáček, B. Bartók a další) a její orchestraci. Dále jsou použity směry jako folk, motivy lidové písně, jazz a jeho struktury, hudební avantgarda, která se projevuje mimo jiné netradičností ve výběru nástrojů, méně již, ale přesto, zemitostí rhythm and blues. Typickým znakem je propracovanost struktury skladeb, symfonické rozpisy aranžmá, změny rytmu, tempa a metra. Patří sem i dynamická struktura skladeb, střídání rozdílných pasáží, práce s crescendem, dlouhé sólové prostory, zejména pro kytaru a klávesy. Důležitým bodem je i prolínání klasické hudby s tématy vesmíru a prostoru. Výrazná je i kombinace akustických a elektrických nástrojů, novátorská použití mellotronu, moogu a rychle se rozvíjejících syntezátorů.

## Interpreti
Mezi známější artrockové interprety patří například:
- Atomic Rooster
- David Bowie
- John Cale[1]
- Captain Beefheart
- Cream
- Emerson, Lake & Palmer
- Uriah Heep
- Genesis
- Marillion
- The Nice
- Pink Floyd
- Lou Reed
- The Residents
- The Velvet Underground
- Roxy Music
- Radiohead
- Van der Graaf Generator
- Vanilla Fudge
- The Who
- Yes
- Frank Zappa
- Jethro Tull
- Nikolaj Noskov
- King Crimson
- Talking Heads
- Queen
- Xiu Xiu
- Patti Smith
- Nico
- Genesis
- Roger Waters
- Swans
- Neu!
- Kate Bushová
- Sonic Youth

### Čeští interpreti
- Marián Varga se skupinou Collegium Musicum
- Blue Effect
- Michal Prokop a Framus Five, album Město ER
- Progress Organization později Progres 2
- Synkopy
- Tata Bojs (na významné části své diskografie, například album Ležatá Osmička)